# Рижский модерн

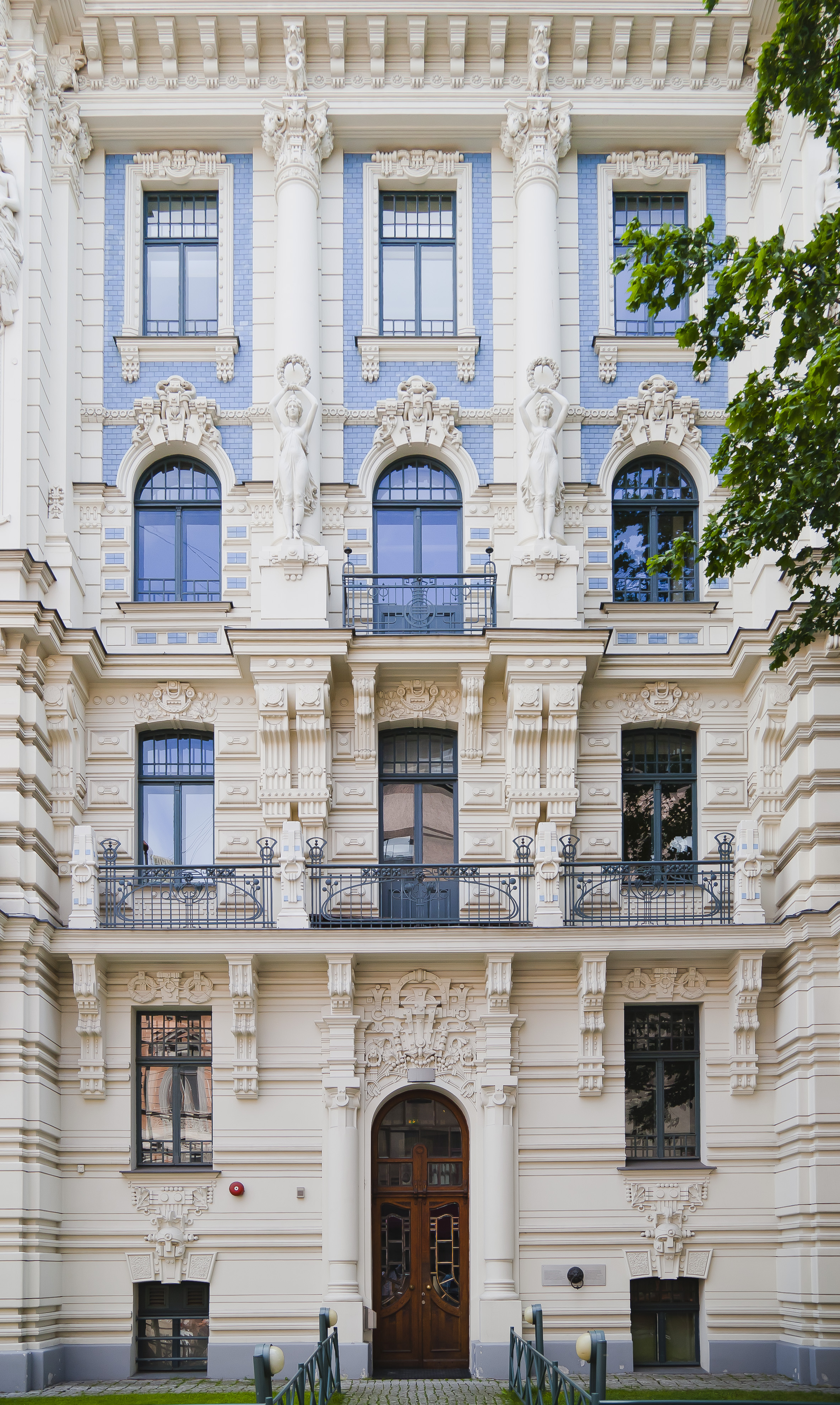
Эклектичный ар-нуво: здание на улице Альберта, архитектор — Михаил Эйзенштейн. Популярное у туристов здание, однако чрезмерно украшено по сравнению с более характерными образцами.

Рижский модерн (также рижское ар-нуво, рижский югендстиль) — распространённый в Риге архитектурный стиль; около трети зданий в центре города выполнено в этом стиле, что делает латвийскую столицу городом с наибольшей концентрацией архитектурного модерна в мире. Большинство зданий в стиле модерн датируются периодом 1904—1914 годов, обычно это многоэтажные многоквартирные дома.

## Общие сведения
В конце XIX века бывший ганзейский город-порт Рига играл важную роль для Российской империи. В период стремительного экономического, промышленного и демографического развития Рига росла не менее быстро: в 1897—1913 годах население города увеличилось на рекордные в истории 88 % (в 1914 году оно составило 530 000 человек). Рига стала пятым по размеру городом в Империи и третьим в Балтике.
В середине XIX столетия Рига выросла за пределы средневековых фортифицированных границ — оборонительные сооружения постепенно демонтировали начиная с 1856 года, на их месте находится цепочка бульваров и садов, окружающих старый город. Новую застройку вели по сетке и в соответствии со строгими требованиями (к примеру, было запрещено строить здания больше 6 этажей или 21,3 м высотой), это позволяло новым кварталам иметь общий стиль. В 1910—1913 годах ежегодно возводили от 300 до 500 новых зданий, большинство из них — вне старого города, в основном использовался модерн (югендстиль). Несколько строений в стиле модерн появилось и в пределах старого города, а также в Межапарке — там построили частные дома на одну семью. Самые первые здания в стиле модерн были возведены по проектам архитекторов Альфреда Ашенкампфа и Макса Шервинского в средневековой части города по адресу: улица Аудею, 7.
Владельцы, архитекторы и строители новых зданий в стиле модерн были из разных этнических групп, среди них были первые латыши, впервые занимавшие столь высокие позиции в обществе. Среди архитекторов-латышей этого периода были Эйжен Лаубе, Константин Пекшенс, Янис Алкснис, также в стиле модерн работали евреи (Михаил Эйзенштейн, Пауль Мандельштам) и балтийские немцы (среди них Биленштайн Бернхард, Рудольф Донберг и Артур Мёдлингер). В этот же период шло развитие латышской национальной идентичности, и хотя мало кто из общего количества архитекторов были латышами с родным латышским языком, именно эта небольшая группа спроектировала около 40 % зданий, возведённых в начале XX века. Росло число домовладельцев-латышей (не немцев и не русских). Несмотря на то, что архитекторы, работавшие в стиле модерн, по большей части были рижанами, рижский модерн испытал зарубежное влияние — в основном, германское, австрийское и финское. Важным этапом становления модерна стало открытие в 1869 году архитектурного факультета в Рижском политехническом институте, ныне носящим название Рижский технический университет; этот факультет окончило целое поколение местных архитекторов.
Декоративные элементы на зданиях, скульптуры, витражи, майоликовые печи и подобные предметы частично были произведены местными компаниями, а частично импортировались. Компании, производившие декоративные вещи, работали также на экспорт, их продукцию отправляли по Российской империи, в частности, в Таллин и Санкт-Петербург.
По состоянию на 2000-е годы в стиле модерн выполнено около трети зданий рижского центра, что делает Ригу городом с наибольшей концентрацией архитектуры ар-нуво в мире.

## Разновидности

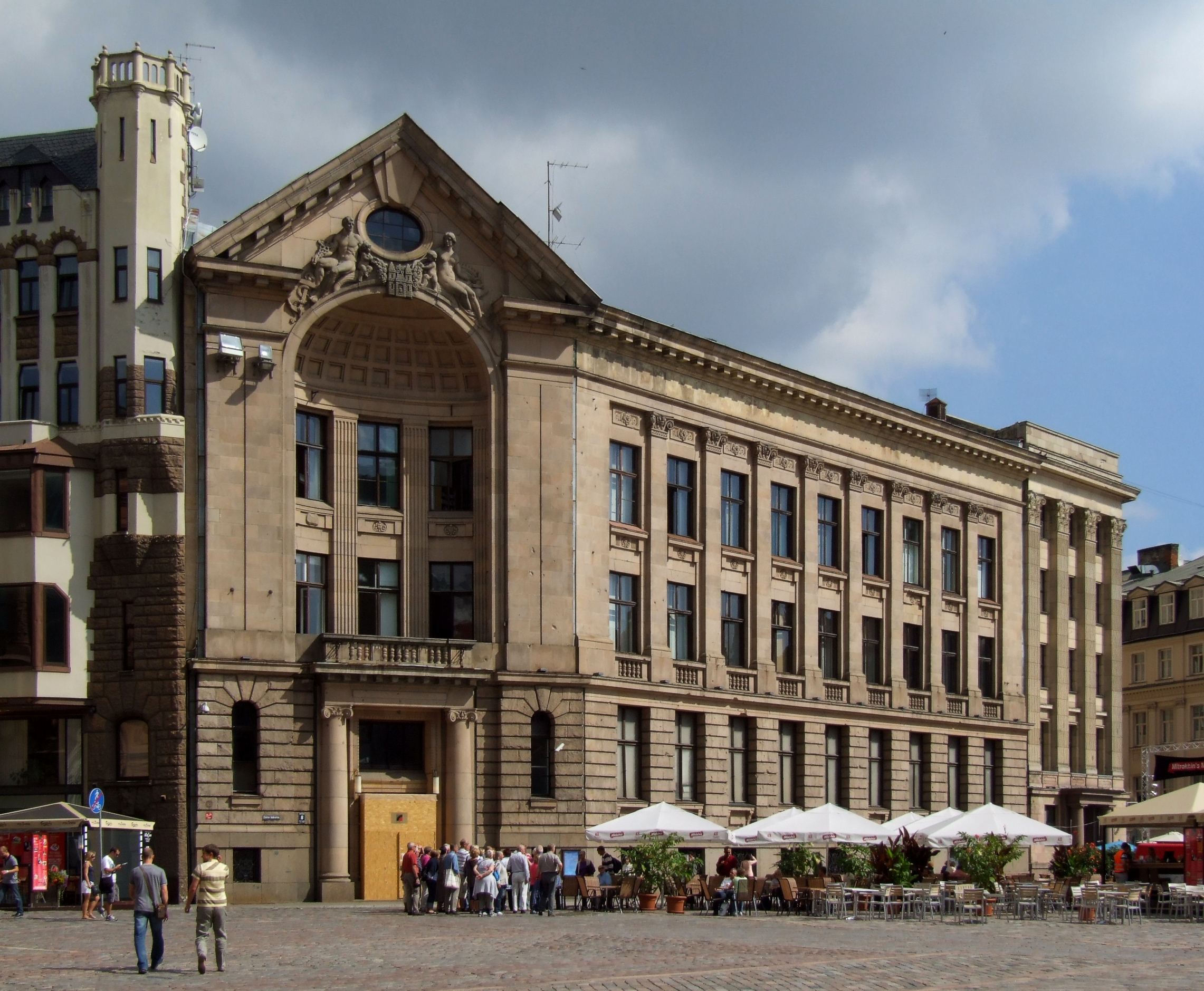
Пример здания в неоклассическом стиле, 1913 год, архитектор Пауль Мандельштам

Модерн (также ар-нуво или югендстиль) появился как реакция на эклектизм и другие стили, возрождавшие старину. Аналогично другим странам, развитие латвийского модерна было вызвано желанием создания индивидуалистического архитектурного облика, не полагающегося на явные исторические стили и вобравшего в себя местные особенности; как и везде, в Латвии модерн избирательно использует материалы, а украшения на зданиях размещаются сугубо в соответствии с конструктивной схемой здания.
Рижский модерн обычно разделяют на четыре основные разновидности: «декоративный» («эклектичный»), «вертикальный» («перпендикулярный»), «в стиле национального романтизма» и «неоклассический». Данное разделение, однако, во многом условно, часто встречаются здания, облик которых демонстрирует влияние нескольких стилей одновременно.

### Декоративный стиль
Первая появившаяся в Риге разновидность ар-нуво. Изначально декоративный модерн представлял собой адаптацию эклектизма, не привнося ничего в структуру зданий. У строений в этом стиле ритмично разделённые фасады, богато украшенные лепниной и другими декоративными элементами. В этом виде модерна было особенно сильно иностранное влияние, в частности, германское, а также влияние символизма. Одни из самых известных рижских зданий, возведённых в этом стиле, — ряд домов на улице Альберта, многие из них выполнены по проекту Михаила Эйзенштейна. Хотя они очень популярны у туристов, эти здания не самые характерные примеры рижского ар-нуво.

### Вертикальный стиль
На смену декоративному модерну пришёл более рациональный «вертикальный» — названный так по вертикальной ориентации фасадов и геометрическим орнаментам на них. Структура зданий стала истинно модернистской, где внешняя часть здания соответствует интерьеру, а не независима от него (как было раньше). В этом стиле было построено несколько универсальных магазинов, из-за чего данная разновидность модерна иногда именуется «магазинной» (нем. Warenhausstil).

### Национальный романтизм
Национальное возрождение, начавшееся в Латвии в XIX столетии, привело к формированию отдельной латвийской идентичности, как политической, так и культурной. После политических потрясений (в особенности Революции 1905 года в России) возникла потребность в создании произведений искусства, выражающих особенности местной культуры (хотя архитекторы периодически вдохновлялись финскими строениями). Национально-романтический архитектурный стиль иногда выделяется из модерна, но в латвийском контексте обычно считается его вариантом. Данный стиль существовал относительно недолго — с 1905 по 1911 год, он характеризуется сдержанным украшением строений, фольклорными мотивами в декоре, монументальным видом зданий и использованием натуральных строительных материалов.

### Неоклассический стиль
Неоклассический модерн — последняя стадия развития ар-нуво в Риге, она мало представлена в городе. Архитекторы вдохновлялись классической архитектурой, разновидностью классицизма, широко распространённой в Российской империи XIX века (но не в Риге). Этот новый монументальный вид модерна был в основном использован при строительстве нескольких банков.

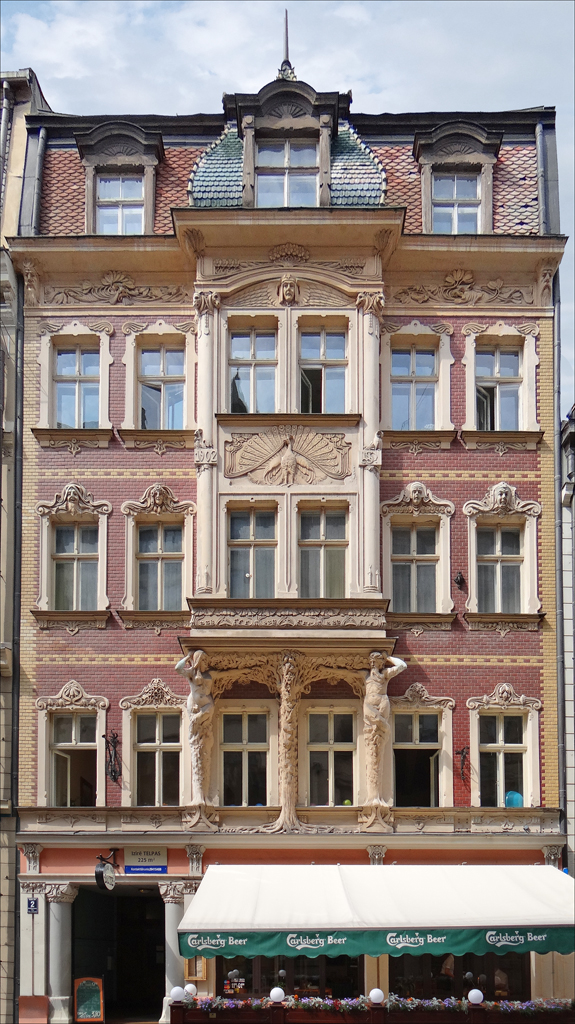
Здание 1902 года постройки по проекту Константина Пекшенса, характерный пример модерна в Риге
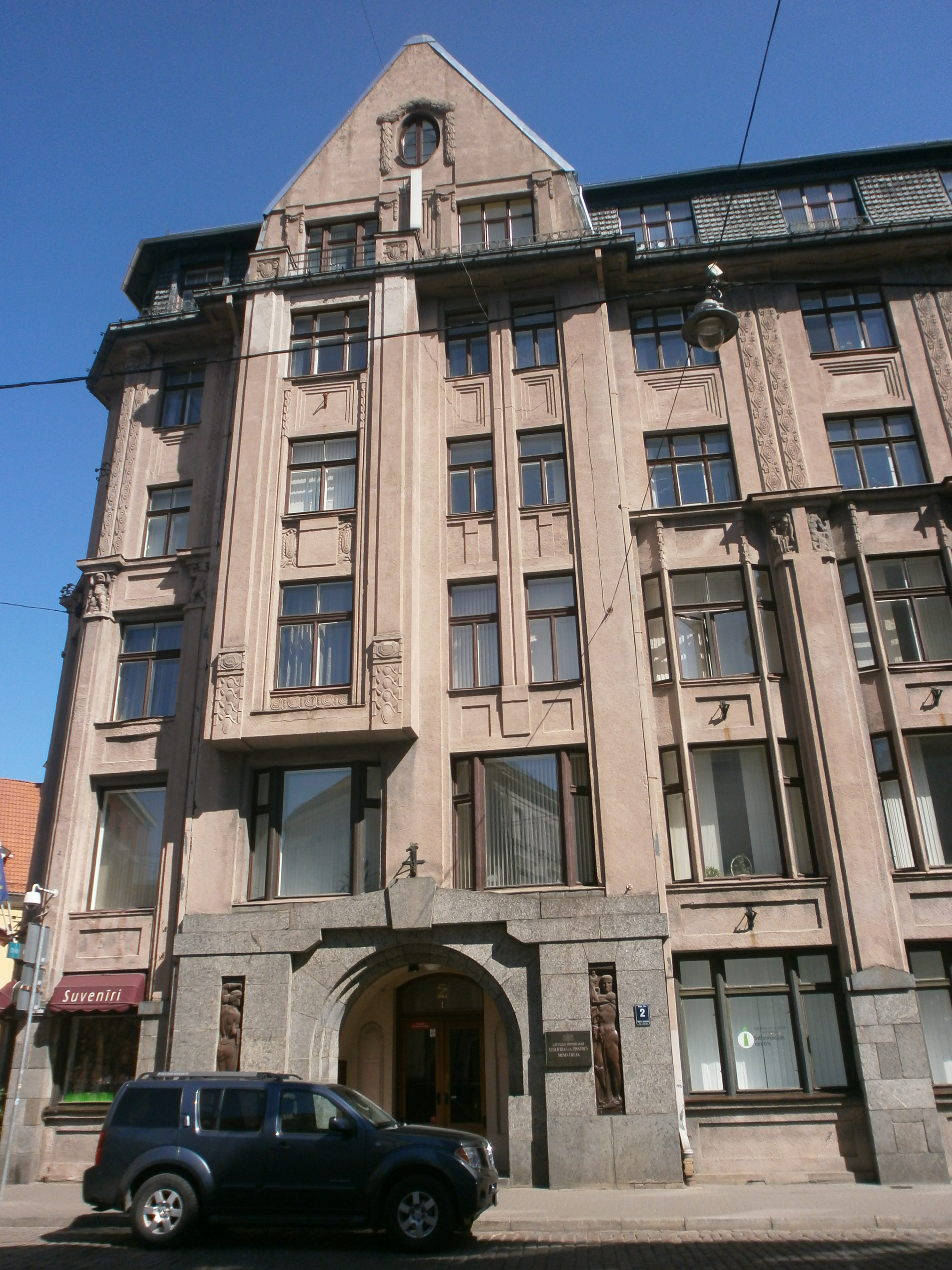
«Вертикальный» модерн, министерство образования. Проект Августа Фольца
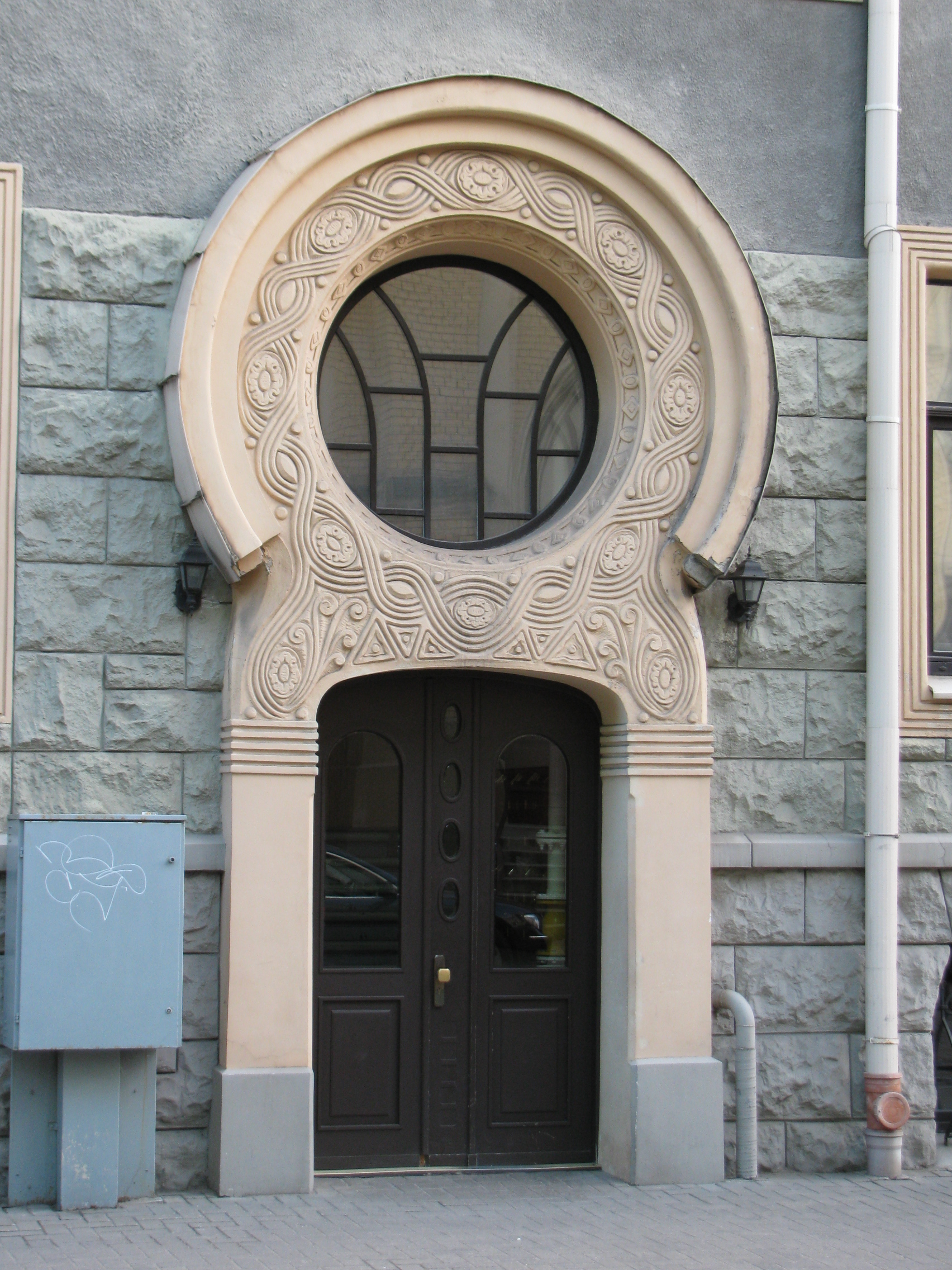
«Национальный романтический» модерн: украшение дверного проёма в здании 1908 года по проекту Константина Пекшенса